# Hold Me Closer (песня Элтона Джона и Бритни Спирс)
«Hold Me Closer» — песня британского певца Элтона Джона и американской певицы Бритни Спирс. Она была выпущена в качестве сингла 26 августа 2022 года на лейблах EMI и Mercury. Песня сочетает в себе исполнения песен Джона «Tiny Dancer» (1971), «The One» (1992) и «Don’t Go Breaking My Heart» (1976).

## Предыстория и релиз
Новости о сотрудничестве впервые появились в начале августа 2022 года. Джон подтвердил сотрудничество 8 августа. 23 августа Джон исполнил фрагмент песни в ресторане «La Guérite» недалеко от Канн перед гостями в качестве сюрприза. На следующий день Спирс опубликовала фрагмент песни в социальных сетях и поблагодарила Джона за то, что он пригласил её на запись. В преддверии релиза Спирс описала запись как «чертовски крутую», и что ей посчастливилось «петь с одним из самых классических мужчин нашего времени». Она призналась, что чувствовала себя «подавленной». По сообщениям, Спирс завершила запись своего вокала для песни менее чем за два часа.
На обложке оба исполнителя изображены детьми; Спирс в балетном костюме, а Джон сидит за пианино.